# Koçcuğaz, İhsangazi
Koçcuğaz là một xã thuộc huyện İhsangazi, tỉnh Kastamonu, Thổ Nhĩ Kỳ. Dân số thời điểm năm 2008 là 205 người.